# Lâu đài Moorish
Lâu đài Moorish (tiếng Tây Ban Nha: Castillo Morisco; tiếng Anh: Moorish Castle) là tên được đặt cho một pháo đài thời Trung cổ ở Gibraltar bao gồm nhiều tòa nhà, cổng và tường thành kiên cố, với đặc điểm nổi bật là Tháp Tôn kính và Nhà Cổng. Một phần của lâu đài cũng là nơi đặt nhà tù Gibraltar cho đến khi nó được di dời vào năm 2010. Tất cả du khách đến Gibraltar đều có thể nhìn thấy Tháp Homage; không chỉ vì công trình nổi bật mà còn vì vị trí chiến lược và thống trị của nó. Mặc dù đôi khi được so sánh với các alcazar gần đó ở Tây Ban Nha, Lâu đài Moorish ở Gibraltar được xây dựng bởi triều đại Marinid, khiến nó trở nên độc nhất vô nhị ở Bán đảo Iberia.